# Kubanska revolutionen
Kubanska revolutionen kallas den upprorsrörelse, ledd av Fidel Castro, som på 1950-talet genomförde en revolution på Kuba. Upproret pågick åren 1953–1959 och avslutades i samband med att revolutionärerna 1 januari 1959 tog makten över landet, från den då sittande diktatorn president Fulgencio Batista. Till revolutionens ledande figurer räknas också argentinaren Che Guevara, Camilo Cienfuegos, och Raúl Castro.

## Revolutionens motiv
Efter flera decenniers frihetskamp blev Kuba självständigt från Spanien 1898. USA hjälpte de kubanska frihetskämparna mot slutet av kriget, men vissa anser att kriget redan var vunnet när USA intervenerade. USA övertog makten på Kuba genom att till en början tillsätta marionettpresidenter som lydde under Washington. Dessutom tecknades ett avtal om att USA hade rätt att ingripa i Kubas inrikespolitiska angelägenheter och att USA hade rätt att ha en flottbas i Provincia de Guantánamo.
När USA införde alkoholförbud 1919 ökade turistströmmarna till Kuba markant. Amerikaner köpte upp kubansk mark och startade pubar, kasinon och bordeller i Havanna. Den nordamerikanska ekonomiska makten på Kuba stärktes. En maffia formades, finansierad delvis av spritsmuggling till Florida. Ett allmänt missnöje mot amerikanerna växte fram.
Det var mot denna bakgrund som Fidel Castro, som var uppvuxen på Kuba, inledde sin politiska bana. Castro hade under sin ungdom undervisats av spanska konservativa jesuiter som inte kunnat acceptera att USA hade tagit Kuba från Spanien. Castro var således uppfostrad som antiamerikan. Han blev snabbt en av de ledande gestalterna i Havanna-universitetets antiimperialistiska radikala strömningar.
Men det var inte bara Castros uppfostran som påverkade hans idéer. Miljön i övrigt påverkade hans tänkande. Vid den här tiden var USA tydligt närvarande på Kuba. USA:s investeringar per capita var tre gånger större på Kuba än i det övriga Latinamerika. Från Kubas sida gick 70 % av exporten till USA. Det gjorde att de ledande på Kuba inte kunde genomföra reformer även om de ville på grund av det ekonomiska trycket från USA.
Man kan säga att det fanns tre stora behov på Kuba som den amerikavänliga regeringen och USA stod i vägen för. Kuba behövde utvecklas, få en nationell självständighet och ett styre som såg till folkets intressen.
När den gamle presidenten Fulgencio Batista återtog makten på Kuba genom en snabb kupp 1952 grusades Castros planer att på fredlig väg bli den högste styrande på Kuba. Han ansåg då att den enda vägen att genomföra förändringar på Kuba var genom revolution.

## Revolutionens genomförande
För att få bort Batista från presidentposten försökte Fidel Castro, som nu var examinerad advokat, till en början att ogiltigförklara regeringen på juridisk väg. Det misslyckades. Istället vände han sig till sina sammansvurna och de beslutade sig för att starta ett uppror på Kuba. Moncada, en militäranläggning utanför Santiago de Cuba, utsågs till mål för en attack. De anföll garnisonen den 26 juli 1953 men attacken misslyckades fatalt. De flesta av angriparna togs till fånga. Trots den censur som rådde på Kuba spriddes kopior av rättegången och orden ”La historia me absolverá” (Historien ska frikänna mig) blev kända över hela Kuba. Vissa rebeller, bland andra Castro, blev dock frisläppta redan efter tre år, tolv år före deras tilldömda frisläppningsdatum. Det berodde på att Batista försökte öka det folkliga stödet genom att ge en allmän amnesti till politiska fångar.

26 juli-rörelsens flagga.

Omedelbart efter frisläppningen tog sig Fidel Castro och en del av hans anhängare till Mexiko för att förbereda en ny aktion. Den nya rörelsen kallades ”26 juli-rörelsen” efter datumet för det misslyckade Moncada-anfallet. Gruppen skulle utbildas i gerillakrigföring, men var tvungna att öva i hemlighet eftersom de var bevakade av mexikanska regeringen, FBI-agenter från USA och spioner utsända av Batista.
För att ta sig över till Kuba hade de i hast fått tag på en lyxyacht som hette Granma. Båten färdigställdes snabbt och packades full med proviant, vapen, utrustning och den 81 man starka rebellarmén. Granma råkade ut för en storm vid överfarten och nästan alla rebeller blev sjösjuka. Landstigningen blev allt annat än enkel. De var två dygn försenade och eftersom provianten höll på att ta slut var de tvungna att debarkera så fort de såg land. De landsteg rakt in i ett träsk och marscherade genom det när flygplan började flyga över dem. De var redan upptäckta. Efter två dygns nästan oavbruten marsch stannade rebellerna för vila vid Alegría de Pío. Där överraskades de av Batistas trupper. En del rebeller dödades direkt, andra tillfångatogs och en del lyckades fly och gömma sig.
När de överlevande lyckats ta sig till den förutbestämda samlingsplatsen på bergskedjan Sierra Maestra, visade det sig att endast sjutton man hade lyckats ta sig dit. Utan den hjälp grupperna fått från lojala kubanska bönder hade antagligen ingen kommit fram. Gerillaarmén byggdes upp igen och genom att utnyttja amerikansk press fick Castro stor uppmärksamhet. Med hjälp av lojala bönder byggdes så småningom ett helt försvarssystem upp kring Sierra Maestra och Batistasoldaterna kunde inte komma i närheten. När en armé byggts upp växte rebellernas område och snart var hela provinsen Oriente under gerillans kontroll. Flera andra rebellgrupper växte fram över Kuba och hjälpte till i kampen mot Batista. Den 31 december 1958 gav Batista upp kampen och åtta dagar därefter intog rebellarmén Havanna. Revolutionärerna hade segrat.

## Revolutionen och stormakterna
Revolutionen var inte en kommunistisk revolution från början. Revolutionen var riktad mot de styrande på Kuba. Castro hade som sagt ett stort stöd från hela Kuba som såg positivt på att byta ut Batistastyret. Även USA:s regering tyckte att Kuba var i behov av förändring. När revolutionen segrat och reformprogrammet presenterades i maj 1959 ändrades dock den amerikanska inställningen.
Amerikanska bolag meddelade att de kände sig hotade och antydde att Castro bröt mot internationell lag när han ville genomföra jordreformen. Utrikesdepartementet i USA visade också de sitt missnöje men det var lönlöst. Jordreformen påbörjades ändå.
Mot slutet av året (1959) attackerades Kuba från USA och flera nationaliserade plantager brändes ner. Castro angrep USA genom att hävda att de tillät och uppmuntrade dessa bombflygningar. Internationellt och på Kuba vann Castro en propagandaseger då han visar hur USA inte lyfter ett finger för att förhindra flygbombningarna över Kuba. De hade mycket väl kapacitet till detta.
USA visade under hela denna första period en påtaglig likgiltighet över vad som hände på Kuba. Senare började USA vidta åtgärder som skulle hindra utvecklingen av den nya, enligt dem, fientliga staten. USA inledde sin embargopolitik och försökte fälla Kuba genom ekonomiska sanktioner. Politiken gick ut på att all export till Kuba skulle stoppas, och två år senare, 1962, även all import från Kuba.
Den ekonomiska utvecklingen blev svår för Kuba. Kubas politiska ledning uppfattade sig som tvungen att söka hjälp från annat håll. Bröderna Castro valde då Sovjetunionen.
Kubas handel som tidigare helt hade dominerats av USA bytte nu tyngdpunkt. På en kort tid flyttades landets handel över till Sovjetunionen och Kina. Sovjets avtal gick ut på att de köpte en viss mängd socker och andra kubanska exportvaror till ett pris som översteg världsmarknadspriset samt exporterade olika varor som Kuba behövde till ett pris under världsmarknadspriset. Detta avtal var på femårsbasis och innebar en ekonomisk uppoffring för Sovjetunionen. Bevekelsegrunden var att Kuba utgjorde en strategiskt viktig punkt för Sovjet i Kalla kriget.
Den här framtvingade utvecklingen medförde att Kuba började föra en allt starkare kommunistisk politik. Man gick längre i de socialistiska projekten än vad man först planerat.
En viktig händelse i Kubas efterrevolutionära historia är grisbuktsinvasionen. USA missuppfattade Castros massivt folkliga stöd och tänkte störta honom som de hade gjort förr med andra ledare som inte följde USA:s intressen, genom att folket själva skulle avsätta honom. Det var främst John F. Kennedy som propagerade för denna hemliga plan som redan planerats av president Dwight D. Eisenhower. 1961 var ett valår och valet kom att koncentrera sig kring politiken gentemot Kuba. Kennedy vann över Nixon genom att vara mer fientligt inställd mot Castroregimen. När han kom till makten var han praktiskt taget tvungen att utföra invasionen.
Bröderna Castro hade med hjälp av sin underrättelsetjänst fått reda på stora delar av CIA:s planer. När invasionen inleddes 15 april genom bombningar av flygbaser, höll Castro ett tal där han uppmanade folket att slåss mot imperialismen. Vid det här talet kallade han för första gången revolutionen för socialistisk. När de 1 350 USA-tränade exilkubanerna steg i land den 17 april var Kuba redo. Det blev ett fullständigt misslyckande för exilkubanerna. Efter två dagar kapitulerade de, och då hade 107 av dem stupat, 1 189 blivit tagna till fånga och 54 lyckats fly.

## Revolutionens följder
Under revolutionen hade Castro folkligt stöd från många grupper. Från bönder och arbetarklass hade han nästan hundraprocentigt stöd. I revolutionens första skede stödde även medelklassen Castro. De var trötta på en diktator som skodde sig på korruption och lydde under USA. När revolutionens syften avslöjades till fullo efter segern ändrades inställningen hos en stor del av över- och medelklassen.
Man har gjort olika mätningar över Castros folkliga stöd. En relativt objektiv mätning, utförd av Princeton-universitetet 1960 kom fram till att 43% var entusiastiskt positivt inställda, 43% passivt positiva och bara 10% emot bröderna Castros styre. Till undersökningen bör anmärkas att den bara utfördes i tätorter.